# 基斯坦奴·高尼路
基斯坦奴·高尼路（葡萄牙語：Cristiano Preigchadt Cordeiro，1973年8月14日—），生於巴西阿雷格里港，已退役巴西裔香港足球運動員，司職中堅，近年香港最有級數的外援中堅，在香港住滿7年後入籍成為香港永久性居民，並且入選香港足球代表隊擔任隊長，更是香港隊史上首位非華裔隊長。

## 球員生涯
高尼路生於巴西阿雷格里港，出身於巴西著名球會國際體育會，其後效力過法羅皮利亞及福塔雷薩。1998年，高尼路來到香港，加盟香港甲組足球聯賽球隊南華，至2003–04年香港甲組足球聯賽，因為南華改變組織為「全華班」，高尼路與隊友李健和一同轉投晨曦，直至其於2011年－12年香港甲組足球聯賽季後掛靴為止，先後為南華和晨曦贏得不少錦標和獎項。
2012年6月3日，晨曦為高尼路於旺角大球場舉行告別賽，獲會方贈送印有巴西國旗的球鞋。眾多昔日球星出席下和在2,577位球迷掌聲下，高尼路以頭槌、12碼、窩利抽射 3種不同方式入球領軍贏波，結束在香港長達14年的足球生涯，賽後繞場一周時一度感動落淚，沿途為球迷簽名及合照，其後高尼路掛靴後將返回巴西在母會國際體育會擔任青訓教練，高尼路合共可獲不少於20萬元門票及贊助收益，絕對是其返回巴西的最佳禮物。高尼路接受訪問時，仍按捺不住流淚︰「我會懷念這裏的一切，球迷、班主及足球，以至所有人……在香港有很多難忘事，而今日肯定是其一；我永遠不會忘記今日的告別賽，這代表我一個循環的終結，非常感謝大家。」
2015年，高尼路退役後獲現時傑志總教練朱志光邀請復出，與前本地球壇巨星盧比度雙雙註冊甲組的業餘球會大中。
2017年8月，高尼路轉會同一聯賽球會花花。

## 國際賽生涯
高尼路被公認為香港甲組足球聯賽近年最佳外援後衛，8次入選香港足球明星選舉最佳11人，兩度當選香港足球先生。在香港連續居住滿7年後，於2006年放棄巴西國籍，從而申請香港特別行政區護照，繼以代表香港足球代表隊。高尼路曾多次入選港聯和香港代表隊，是隊中的一名骨幹球員，他更屢建奇功替港聯取得不少榮譽，當中包括替香港代表隊蟬聯3屆省港盃。
2006年10月5日，香港足球代表隊公布20人大軍名單，晨曦中堅高尼路成功取得中国國籍後首度入選，是繼卓卓後，2000年代第2位放棄外國戶籍而選擇代表香港出戰的球員。2007年5月28日，香港代表隊教練李健和與教練陳曉明及羅繼華交換意見後，決定委任已入籍的巴西中堅高尼路為隊長。高尼路接受訪問時表示，對獲委任為港隊隊長感到相當榮幸，並會全力協助港隊。
2007年6月21日，香港在澳門運動場舉行的東亞盃預賽B組分組賽，成功以15–1狂數關島，憑較佳得球壓倒中華台北，首名出線周日的決賽，高尼路在56分鐘門前補中入球，也射入了代表香港後的首個入球。

## 教練生涯
高尼路在香港掛靴後，返回母會巴西球會國際體育會擔任青年訓練足球教練。
2013年6月18日，香港甲組足球聯賽球隊東方沙龍宣佈高尼路成為該隊助理足球教練。2013年10月，高尼路接替李健和擔任東方沙龍主教練，先後奪足總盃及高級組銀牌。2015年6月1日，東方於社交網站宣佈高尼路離任，前往歐洲深造。
2015年6月12日，傑志宣佈高尼路加盟傑志擔任賽馬會傑志中心高級學院教練，於同年7月1日履新，主要職責包括依照傑志青訓教案來培育青年球員。於合約期間，傑志承諾將於稍後時間保送高尼路前往西班牙報讀歐洲足協教練課程。2016年3月22日，首年執教的高尼路協助仁濟醫院董之英紀念中學奪得全港學界精英足球賽冠軍，以1:0擊敗賽馬會體藝中學，相隔五年再度稱霸，賽後獲球員拋起慶祝。
2015–16球季，傑志從教練團中增設了兩個新職位，將助教盧比度升任為球隊副主教練（進攻），主要是針對中前場球員的進攻戰術和配合；同時將傑志足球學院高級教練高尼路擔任球隊副主教練（防守），協助防守球員於比賽中能夠增強防守意識，找到更準確的位置感。

## 家庭生活
高尼路非常重視家庭，他表示「如果太太女兒都在香港，我會踢到45歲，但冇可能。去年太太遷回巴西後，我倆已達成共識，無論如何踢完今季一定要掛靴，然後返巴西。家庭一直是我最重視的，加上留多一季對我分別不大，我不想失信於太太及女兒。」

## 球員評價
- 香港名宿李健和曾評價高尼路:「高尼路是我在香港遇過最有級數的外援中堅，不是『揸流灘之輩』，跟他共事9年間，他斷過兩次腳，嚴重拗柴過幾次，但都不會偷懶不練波和逃避比賽，他踢波的態度，值得本地球員學習及反省。」

## 個人榮譽
- 香港足球先生 2次（2000–01、2004–05季度）
- 香港足球明星選舉 最受球迷喜愛球星 1次（2006–07季度）
- 香港足球明星選舉 最佳11人 8次（1998–99、2000–01、2001–02、2002–03、2004–05、2005–06、2006–07、2007–08季度）
- 南華球會先生 2次（2000–01、2001–02季度）

## 外部連結
- 香港足球總會球員註冊資料（页面存档备份，存于）